# Europamästerskapet i volleyboll för små nationer (damer)
Europamästerskapet i volleyboll för små nationer är en tävling som genomförs vartannat år sedan 2000 då den startades på initiativ av CEV. Landslag från medlemsförbunden i Small Countries Association kan delta.

## Upplagor
| Säsong | Säsong        | Podium     | Podium     | Podium        |
| År     | Spelplats     | Guld       | Silver     | Brons         |
| ------ | ------------- | ---------- | ---------- | ------------- |
| 2000   | Malta         | Cypern     | San Marino | Malta         |
| 2002   | Luxemburg     | San Marino | Cypern     | Luxemburg     |
| 2004   | Liechtenstein | Cypern     | Luxemburg  | Liechtenstein |
| 2007   | Glasgow       | Island     | Luxemburg  | Cypern        |
| 2009   | Schaan        | Cypern     | San Marino | Luxemburg     |
| 2011   | Luxemburg     | Cypern     | San Marino | Luxemburg     |
| 2013   | Bormla        | Cypern     | San Marino | Skottland     |
| 2015   | Schaan        | Cypern     | Skottland  | Luxemburg     |
| 2017   | Luxemburg     | Island     | Luxemburg  | Cypern        |
| 2019   | Luxemburg     | Luxemburg  | Skottland  | Färöarna      |
| 2022   | Island        | Skottland  | Island     | Färöarna      |
| 2023   | Luxemburg     | Island     | Skottland  | Luxemburg     |

## Medaljörer
| Pos. | Lag           | Guld | Silver | Brons |
| ---- | ------------- | ---- | ------ | ----- |
| 1    | Cypern        | 6    | 1      | 2     |
| 2    | Island        | 3    | 1      | -     |
| 3    | San Marino    | 1    | 4      | -     |
| 4    | Luxemburg     | 1    | 3      | 5     |
| 5    | Skottland     | 1    | 3      | 1     |
| 6    | Färöarna      | -    | -      | 2     |
| 7    | Liechtenstein | -    | -      | 1     |
|      | Malta         | -    | -      | 1     |